# Maddalena z Canossa
Maddalena di Canossa, F.d.C.C. (1. března 1774, Verona – 10. dubna 1835, tamtéž) byla italská římskokatolická řeholnice, zakladatelka kongregací Synů lásky a Dcer lásky, které byla sama členkou. Katolická církev ji uctívá jako světici.

## Život

### Raný život
Narodila se dne 1. března 1774 ve Veroně markýzi Ottaviovi di Canossa (1740 – 1. října 1779) a Terese Szluha (3. ledna 1753 – 19. května 1807), která byla původem uherská hraběnka. Mezi její předky patřila markraběnka Matylda Toskánská, která pomohla zprostředkovat setkání papeže sv. Řehoře VII. s císařem Jindřichem IV. Její rodiče se vzali v srpnu roku 1770 v Odenburgu. Byla jejich třetím dítětem po Carlu Vincenzovi, který zemřel krátce po narození v roce 1771, a Lauře Marii, narozené v roce 1772. Pokřtěna byla den po svém narození, 2. března 1774.
Její matka později porodila dalšího syna, který však zemřel hned po narození. Roku 1776 se jejím rodičům narodil první přeživší syn Boniface, jehož pozdější syn Luigi di Canossa se stal veronským biskupem a kardinálem. Po Bonifacovi následovaly dvě dívky, Rosa (1777) a Leonora (1779). V roce 1779 zemřel její otec při nehodě během dovolené ve vile v osadě Grezzano v obci Borgo San Lorenzo. V roce 1781 její matka opustila palác a 25. srpna se se svolením svého tchána provdala za markýze Odoarda Zanettiho z Mantovy, který byl také vdovec. Spolu se svými sourozenci poté byla svěřena do péče svého strýce Girolama.
V roce 1791 se dvakrát pokusila vstoupit do karmelitánského řádu, ale nenašla zde své poslání, a tak se vrátila domů a ujala se správy svého velkého majetku. V roce 1797 hostil její rodinný palác Napoleona Bonaparta, který v něm byl poté znovu přijat v letech 1805 a 1807. Studovala u karmelitánů v Tridentu a poté v Coneglianu. Měla silnou touhu věnovat se péči o potřebné ve svém městě, jelikož po invazi francouzských vojsk do oblasti zde byla špatná společenská situace.

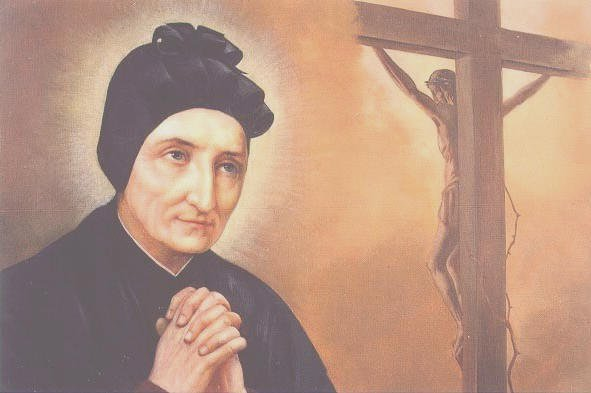
Obraz

### Založení kongregace a působení
S využitím svého dědictví zahájila charitativní činnost mezi chudými a nemocnými v jejich domovech i v nemocnicích, a také mezi opuštěnými dívkami se sklony ke kriminalitě. 1. dubna 1808 jí byl přidělen opuštěný klášter, kde přijala dvě chudé dívky ze slumu v místní čtvrti San Zeno, aby se o ně starala a poskytla jim také odpovídající vzdělání. O měsíc později, 8. května, se odstěhovala ze svého rodového paláce a přestěhovala se do kláštera, později zasvěcenému sv. Josefovi, kde se k ní brzy přidaly další ženy. Takto utvořená komunita se vyvinula v jí založenou ženskou řeholní kongregaci, později pojmenovanou Dcery lásky. V květnu roku 1810 ji kněží Antonio Angelo Cavanis a Marcantonio Cavanis pozvali do Benátek ke spolupráci. V červenci roku 1814 zemřel její strýc Girolamo a svěřil jí do péče svého syna Carlina (narozeného kolem roku 1797), který zůstal bez matky.
V té době také začala usilovat o papežské schválení její kongregace. V roce 1815 se rozhodla setkat s papežem Piem VII. a v květnu téhož roku se tak zúčastnila jeho audience, která však byla spíše formální a nevyplynuly z ní žádné výsledky. Členky jí založené kongregace se začaly starat o chudé děti a sloužit v nemocnicích. Jakmile se zpráva o jejich činnosti rozšířila, kongregace byla požádána, aby zřídila nové řeholní komunity v dalších městech regionu. Brzy byly založeny řeholní domy v Benátkách (1812) a Miláně (1816), stejně jako v Bergamu (1820) a Trentu (1824). V roce 1824 odcestovala do Rovata, kde krátce spolupracovala s bl. Annunciatou Asterií Cocchetti.
Toužila, aby stejná péče, kterou Dcery lásky poskytovaly potřebným dívkám, byla poskytována také chudým chlapcům. Za tímto účelem pozvala kněze Francesca Luzziho, aby otevřel malou oratoř sousedící s kostelem Santa Lucia v Benátkách. Tento dům otevřel 23. května 1831. V roce 1833 se kněz setkal se dvěma laiky (Giuseppe Carsana a Benedetto Belloni), kteří později převzali práci v tomto místě, když Luzzi odešel a stal se karmelitánským mnichem. Z této komunity, která se postupně rozrůstala o nové členy, později vznikla jí založená mužská řeholní kongregace Synů lásky. První řeholníci obdrželi roku 1860 od benátského patriarchy Angela Francesca Ramazzottiho řeholní hábit.
Udržovala také přátelství s bl. Leopoldinou Naudet, avšak kvůli určitým neshodám s ní okolo roku 1816 přerušila spolupráci. Pokoušela se také založit další mužskou kongregaci po boku kněze Antonia Provola někdy ve 20. letech 19. století, ale toto úsilí bylo nakonec neúspěšné. V únoru roku 1820 se poprvé setkala s bl. Antoniem Rosminim, jehož sestra Margherita se stala její blízkou přítelkyní, a 2. října 1824 vstoupila do její kongregace Dcer lásky. Do smrti papeže Pia VII. v roce 1823 nebyla její první kongregace papežsky schválena i přesto, že se s papežem dříve setkala a předala mu potřebné dokumenty. V září roku 1828 proto odcestovala do Říma, aby požádala o potřebné formální schválení následujícího pontifika Lva XII. Cestou se zastavila v Corianu, aby navštívila bl. Marii Elisabettu Renzi, a před návratem z Říma se krátce zastavila v Loretu. Na audienci ji papež požádal, aby předložila kratší verzi stanov za účelem jejich rychlejšího schválení. Ustanovil také komisi vedenou kardinálem Carlem Odescalchim, která měla žádost posoudit. To vedlo k tomu, že Lev XII. těsně před Vánoci 23. prosince 1828 udělil schválení její kongregaci Dcer lásky v papežském dokumentu Si Nobis. V roce 1833 ji hluboce zasáhla smrt Margherity Rosmini, která byla její blízkou přítelkyní.

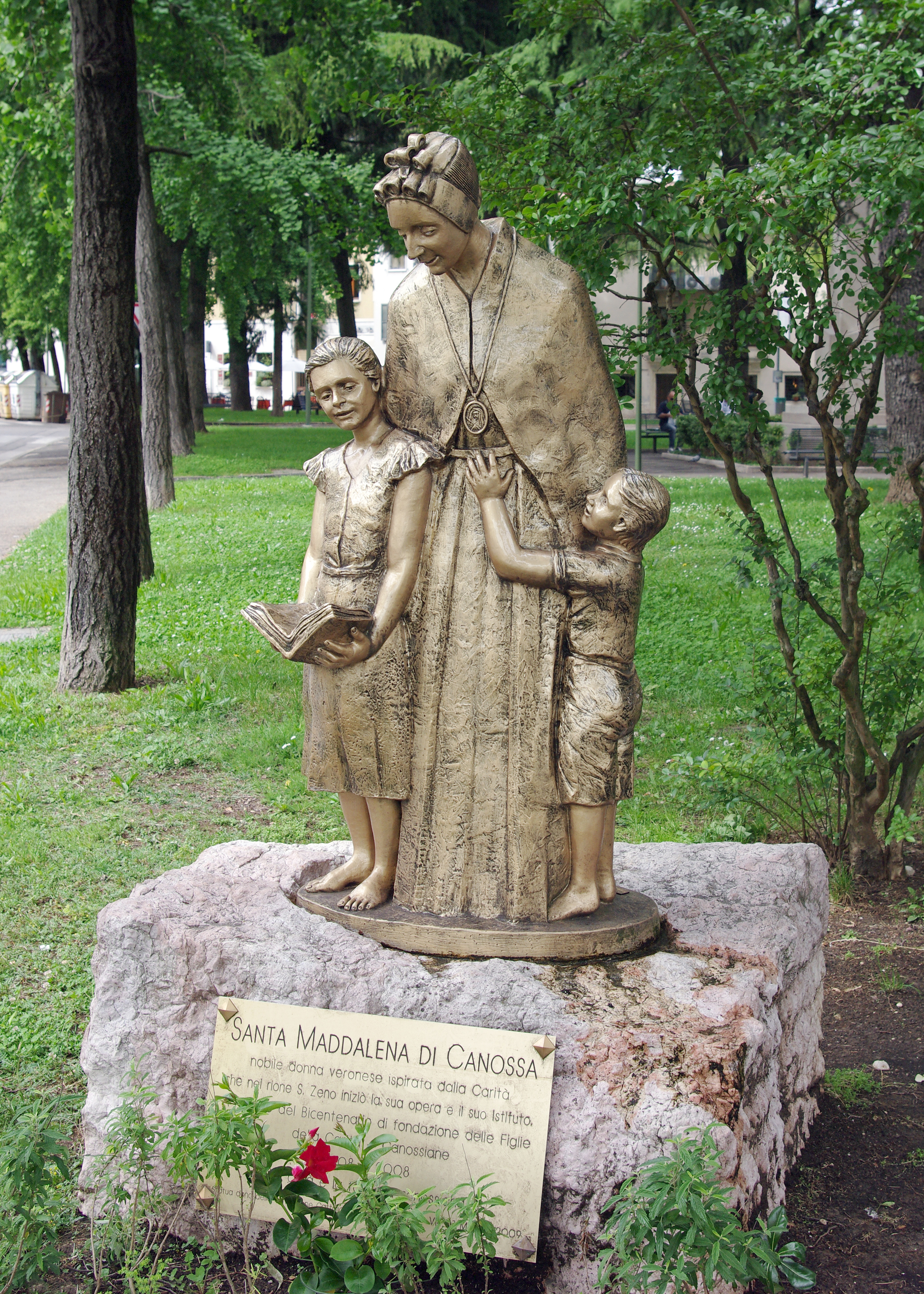
Její socha ve Veroně

### Poslední roky a smrt
V roce 1834 zorganizovala duchovní cvičení pro svoji kongregaci ve Veroně. V květnu téhož roku odcestovala do Benátek a poté se vrátila zpět do Verony. Později také ještě navštívila Bergamo a poté Milán. Zemřela dne 10. dubna 1835 ve Veroně po období zhoršujícího se zdraví.

## Úcta
Její beatifikační proces započal dne 15. února 1877, čímž obdržela titul služebnice Boží. Dne 6. ledna 1927 ji papež Pius XI. podepsáním dekretu o jejích hrdinských ctnostech prohlásil za ctihodnou.
Blahořečena byla dne 7. prosince 1941 v bazilice sv. Petra papežem Piem XII. Dne 11. prosince 1987 byl uznán zázrak na její přímluvu, potřebný pro její svatořečení. Svatořečena pak byla dne 2. října 1988 na Svatopetrském náměstí papežem sv. Janem Pavlem II.
Její památka je připomínána 10. dubna. Bývá zobrazována v řeholním oděvu.